# Абу Шавиш, Омар
Омар Фарес Абу Шавиш (араб. عمر فارس أبو شاويش‎, 22 марта 1987, Нусейрат — 7 октября 2023, Нусейрат) — палестинский писатель и поэт. Он был известным общественным деятелем в лагере Нусейрат. Писатель был убит в лагере Нусейрат в результате авиаудара Израиля во время войны между Израилем и ХАМАС в 2023 году.

## Биография
Абу Шавиш родился в лагере Нусейрат 22 марта 1987 года. Его семья бежала из Барки, сектор Газа, которая была оккупирована и обезлюдела 13 мая 1948 года во время операции «Барак», наступления израильтян на юге Палестины незадолго до начала арабо-израильской войны 1948 года. Он получил степень бакалавра журналистики в Университете Аль-Азхар, Газа. Он был членом Всеобщего союза палестинских писателей и Народного комитета беженцев. Омар был соучредителем «Палестинской молодёжной культурной сети». Он также написал ряд патриотических и гуманистических песен, получивших широкое распространение во время войны в Газе (2008–2009).
Он выиграл несколько местных и международных наград, в том числе: награду «Лучшая национальная песня года 2007» на Международном фестивале национальной песни и наследия в Иордании, награду «Выдающийся волонтёр и идеальный молодой человек» в 2010 году в рамках Национального фестиваля в честь Палестинских волонтёров по инициативе Молодёжного форума Шарек в Палестине и при поддержке Палестинского Верховного совета по делам молодёжи и спорта; и награду «Выдающаяся арабская молодёжь в области средств массовой информации, журналистики и культуры» за 2013 год от Совета арабской молодёжи по комплексному развитию Лиги арабских государств.
В 2016 году он опубликовал ряд сборников стихов и роман под названием «Ала кайд аль-маут» (араб. على قيد الموت‎, дословно — «В камере смертников»). Его роман обрёл большую популярность. Книга была переиздана издательством «Аль Манхал» в 2018 году.
7 октября 2023 года он был убит во время войны между Израилем и ХАМАС при авиаударе ВВС Израиля по его дому в лагере Нусейрат. Ему было 36 лет. Министерство культуры Палестины и Всеобщий союз палестинских писателей оплакивали его, Всеобщий союз палестинских писателей опубликовал обращение: «Мы прощаемся с поэтом-мучеником Абу Шавишем. Мы выражаем искренние соболезнования и сочувствие его семье и близким, а также писателям, прося Всемогущего Бога принять его вместе с мучениками и даровать ему их высокий статус и чины в огромном раю. Мы просим Бога даровать ему мир. Он внушает своей семье терпение, утешение и великую награду».

## Произведения
- على قيد الموت :  [ар.]. — 1st. — Bayt al-Yāsmı̄n lil-Nashr wa-al-Tawzı̄ʼ, 2016. — ISBN 978-977-6402-97-3.